# 踏莎行
踏莎行，词牌名。亦称《踏雪行》。又名《柳长春》《喜朝天》等。双调五十八字，前后阕各三仄韵，前后阕开始两句例用对仗。又有《转调踏莎行》，双调六十四字或六十六字，平韵。

## 词牌格式
仄仄平平，平平仄仄，平平仄仄平平仄。
平平仄仄仄平平，平平仄仄平平仄。
仄仄平平，平平仄仄，平平仄仄平平仄。
平平仄仄仄平平，平平仄仄平平仄。

## 例词
- 秦观

踏莎行•郴州旅舍
雾失楼台，月迷津渡，桃源望断无寻处。可堪孤馆闭春寒，杜鹃声里斜阳暮。
驿寄梅花，鱼传尺素，砌成此恨无重数。郴江幸自绕郴山，为谁流下潇湘去。